# 53252 Sardegna
53252 Sardegna este un asteroid din centura principală de asteroizi.

## Descriere
53252 Sardegna este un asteroid din centura principală de asteroizi. A fost descoperit pe 13 martie 1999 la Gnosca de Stefano Sposetti. Asteroidul prezintă o orbită caracterizată de o semiaxă mare de 2,77 ua, o excentricitate de 0,20 și o înclinație de 9,9° în raport cu ecliptica.